# Java EE
Java Platform, Enterprise Edition o Java EE (va ser conegut com a Java 2 Platform Enterprise Edition o J2EE fins a la versió 1.4), és una plataforma de programació (una de les Plataformes Java) per desenvolupar i executar programari escrit amb el llenguatge Java amb una arquitectura distribuïda amb nivells, basada en components de programari, tot plegat executant-se en un servidor d'aplicacions.

## Història
L'especificació original J2EE va ser desenvolupada per Sun Microsystems.
La primera versió va ser la J2EE 1.3, basada en una especificació desenvolupada sota la Java Community Process.
JSR 58 especifica la J2EE 1.3 i JSR 151 especifica J2EE 1.4.
El primer llançament del J2EE 1.3 SDK va ser fet per Sun, com a beta, l'abril de 2001. La beta de J2EE 1.4 SDK va ser llençada al desembre de 2002.
L'especificació de Java EE 5 va ser desenvolupada sota la JSR 244 i la versió final, va ser llençada l'11 de maig de 2006.
L'especificació de Java EE 6 està desenvolupada sota la JSR 313 i està programada pel 2008.

## APIs Generals
Les API de Java EE inclouen diverses tecnologies que amplien la funcionalitat de les API base de Java SE.

### javax.ejb.*
L'API Enterprise JavaBeans 1 i 2, defineix un conjunt d'APIs, que en un contenidor d'objectes distribuïts proporciona la  persistència, RPCs (utilitzant RMI o RMI-IIOP), control de concurrència, transaccions i control d'accés per a objectes distribuïts.

### java.transaction.*
Aquests paquets defineixen l'API Java Transaction API (JTA).

### javax.xml.stream
Aquest paquet conté lectors i escriptors per a fluxos XML. Aquest paquet conté l'única classe d'errors en Java EE 5 SDK.

### javax.jms.*
Aquests paquets defineixen l'API JMS.

### javax.faces.component.html
Aquest paquet defineix l'API Java Server Faces (JSF). JSF és una tecnologia per a construir interfícies d'usuari de components.

### javax.persistence
Aquest paquet conté les classes i interfícies que defineixen els contractes entre un proveïdor de persistència i la gestió de les classes, i els clients de l'API Java Persistence. Aquest paquet conté el nombre màxim de tipus d'anotació (64) i enumeracions (10) al Java EE 5 SDK.

## Desenvolupament d'aplicacions
- NetBeans
- Eclipse (entorn integrat de desenvolupament)
- MyEclipse

## Servidors d'Aplicacions Java EE 5 certificats
- Sun Java System Application Server Platform Edition 9.0, basat en el servidor de codi lliure GlassFish
- WebLogic Application Server 10.0 de BEA Systems
- SAP NetWeaver Application Server, Java EE 5 Edition de SAP
- JEUS 6, an Application Server de TmaxSoft
- Apache Geronimo 2.0
- IBM WebSphere Application Server V7
- IBM WebSphere Application Server Community Edition 2.0, basat en Apache Geronimo
- Oracle Containers for Java EE 11
- GlassFish
- Apache OpenEJB via Apache Geronimo

## Servidors d'Aplicacions J2EE 1.4 certificats
- JBoss, de codi lliure.
- Apache Geronimo, de codi lliure.
- Pramati Server 5.0.
- JOnAS, de codi lliure.
- Oracle Application Server 10g
- Resin
- SAP NetWeaver Application Server, Java EE 5 Edition from SAP AG
- Sun Java System Web Server
- Sun Java System Application Server Platform Edition 8.2
- IBM WebSphere Application Server (WAS)
- BEA Systems WebLogic server 8
- JEUS 5 from TmaxSoft